# Delgerhangáj járás
Delgerhangáj járás (mongol nyelven: Дэлгэрхангай сум) Mongólia Közép-Góbi tartományának egyik járása. Területe 6208 km². Népessége kb. 3000 fő.
Székhelye, Hasát (Хашаат) 130 km-re fekszik Mandalgobi tartományi székhelytől.